# قانياروق بايين (سدة أراك)
قانیاروق بایین (بالفارسية: قانیاروق پائین) هي قرية تقع في إيران في Sedeh Rural District. يقدر عدد سكانها بـ 27 نسمة .